# 17891 Buraliforti
17891 Buraliforti è un asteroide della fascia principale. Scoperto nel 1999, presenta un'orbita caratterizzata da un semiasse maggiore pari a 2,5484762 UA e da un'eccentricità di 0,2584660, inclinata di 11,87198° rispetto all'eclittica.